# Сарычев, Фёдор Кузьмич
Фёдор Кузьмич Сарычев (1918 — 1945) — гвардии капитан Рабоче-крестьянской Красной Армии, участник Великой Отечественной войны, Герой Советского Союза (1945).

## Биография
Фёдор Сарычев родился 19 февраля 1918 года в селе Азарапино (ныне — Наровчатский район Пензенской области). После окончания семи классов школы, а затем сельхозтехникума в городе Беднодемьяновске работал механиком в машинно-тракторной станции. В 1940 году был призван на службу в Рабоче-крестьянскую Красную Армию, в 1941 году окончил курсы младших лейтенантов, в 1942 году — курсы «Выстрел». С июля 1942 года — на фронтах Великой Отечественной войны.
К январю 1945 года гвардии капитан Фёдор Сарычев командовал батальоном 244-го гвардейского стрелкового полка 82-й гвардейской стрелковой дивизии 8-й гвардейской армии 1-го Белорусского фронта. Отличился во время освобождения Польши. 14 января 1945 года батальон Сарычева прорвал мощную вражескую оборону с Магнушевского плацдарма, нанеся противнику большие потери. Закрепившись на захваченных рубежах, он успешно отразил все вражеские контратаки. 19 февраля 1945 года Сарычев погиб в боях за Познань. Похоронен в Познани.

Бюст на Аллее Героев в Наровчате

Указом Президиума Верховного Совета СССР от 24 марта 1945 года за «мужество и отвагу, проявленные в Висло-Одерской операции» гвардии капитан Фёдор Сарычев посмертно был удостоен высокого звания Героя Советского Союза.
Также был награждён орденами Ленина, Александра Невского и Красной Звезды, рядом медалей.

## Увековечение памяти
- Бюст Фёдора Сарычева установлен в селе Наровчат на Аллее Героев — уроженцев и жителей Наровчатского района Пензенской области.
- В музее боевой и трудовой славы Спасского колледжа профессиональных технологий и бизнеса (бывшего сельхозтехникума) существует экспозиция, посвящённая Фёдору Сарычеву[2].